# Nyepi
Nyepi of de Dag van de Stilte is een hindoefeestdag op het Indonesische eiland Bali, die jaarlijks plaatsvindt op de nieuwjaarsdag van de maankalender van het eiland. Het is gebruikelijk de dag ervoor juist veel lawaai te maken, met bijvoorbeeld bamboekanonnen en potten en pannen.
Op de Dag van de Stilte wordt er niet in gemotoriseerde voertuigen gereden, wordt er geen water gekookt en wordt in plaats daarvan gemediteerd en gevast. Alle winkels, scholen, banken en andere instellingen zijn gesloten en de lichten blijven uit. Verder wordt de toegang tot het eiland ontzegd en kan men het dus niet bezoeken per vliegtuig of boot.
Van toeristen die zich al op het eiland bevinden, wordt verwacht dat zij zich ingetogen gedragen. Er wordt verzocht binnen te blijven in het hotel. Veelal komen toeristen juist naar het eiland om de festiviteiten rondom Nyepi te kunnen aanschouwen. Reisbureaus spelen hierop in door speciale arrangementen aan te bieden voor Nyepi.

## Ogoh-Ogoh

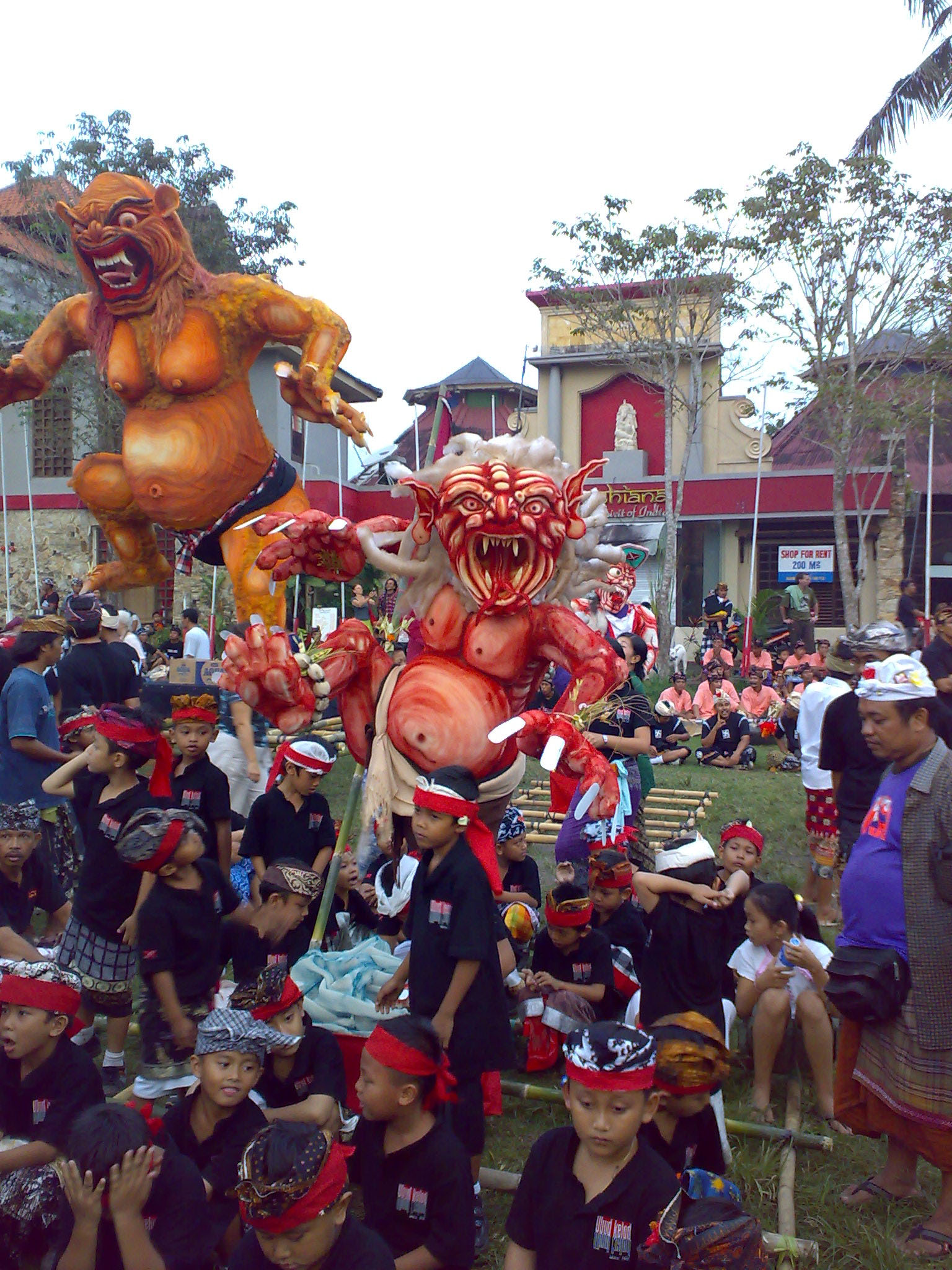
Ogoh-Ogoh

Twee dagen voor Nyepi wordt Mekiyis of Melasti gehouden, een processie van Hindoes waarin de tempelbeeltenissen voor een purificatie naar het strand gedragen worden.
De avond voor Nyepi wordt Ogoh-Ogoh gevierd. In optochten worden de goden aangeroepen. De reden voor Ohgoh Ohgoh is de boze geesten weg te drijven. Om 12 uur 's middags is er een grote offerceremonie aan de geesten van de onderwereld, voor het niet verstoren van de menselijke nederzettingen, de Tawur Agung Kesanga Ceremony. 's Avonds is de Ogoh Ogoh-processie, waarin onder andere grote poppen worden rondgedragen. Deze poppen verbeelden de boze geesten. Elk stadsdeel maakt zijn eigen pop en voert een 30 minuten durende "show" op voor een jury, want het is ook een wedstrijd tussen de stadsdelen.
Eerst komt er een pop gemaakt en gedragen door de jeugd, dan twee vrouwen met een bord met de naam van het stadsdeel en het nummer. Dan volgen er meisjes met fakkels en muzikanten die hard muziek maken. Vervolgens komen er danseressen en een uitbeelding en vertelling van een voor de Balinezen bekend verhaal (bijvoorbeeld uit de Ramayana). De stoet sluit met een enorme pop, die op bamboestokken door een aantal mannen gedragen wordt. Deze pop verbeeldt een scène uit het verhaal. Dan volgt de stoet van de volgende stadsdelen.
De volgende dag is het van 6 uur 's ochtends tot de volgende dag om 6 uur 's ochtends Nyepi. Op deze dag van absolute stilte voor de Hindoes zijn er geen activiteiten, wordt er geen vuur aangestoken en is er geen verkeer en amusement. Men moet binnen blijven om te mediteren en te vasten, zonder harde geluiden en seks. Het is de bedoeling dat de kwade geesten denken dat Bali verlaten is. De stilte en het niet gebruiken van lichten is om de boze geesten die toch nog overvliegen in de waan te brengen dat Bali er niet is. Ze kunnen dus niet op het eiland komen, want wat niet zichtbaar en hoorbaar is, bestaat niet. Zelfs het vliegveld is gesloten, de ziekenhuizen zijn wel open. Toeristen moeten in hun hotel blijven en mogen ook geen licht naar buiten laten schijnen.
Op de dag na Nyepi is alles weer gewoon. In Kuta worden de poppen op het strand tentoongesteld. De jury maakt op die dag de winnaar bekend.

## Data van Nyepi
- 2006: 30 maart.
- 2007: 19 maart
- 2008: 7 maart
- 2009: 26 maart
- 2010: 16 maart
- 2011: 5 maart
- 2012: 23 maart
- 2013: 12 maart
- 2014: 31 maart
- 2015: 21 maart
- 2016: 9 maart
- 2017: 28 maart
- 2018: 17 maart
- 2019: 7 maart
- 2020: 25 maart
- 2021: 14 maart
- 2022: 3 maart
- 2023: 22 maart
- 2024: 11 maart
- 2025: Zaterdag 29 maart
- 2026: Donderdag 19 maart ￼
- 2027: Dinsdag 9 maart ￼
- 2028: Zondag 26 maart ￼
- 2029: Donderdag 15 maart
- 2030: Dinsdag 5 maart